# Emil-Florin Albotă
Emil-Florin Albotă (n. 6 mai 1975, Slatina, Olt, România) este un deputat român, ales în 2020 din partea PSD. 